# Мурамвия (провинция)
Мурамвия е една от 18-те провинции на Бурунди. Обхваща територия от 695 km2. Столица е едноименният град Мурамвия.
Районът е известен с пътя на коронацията на „бами“ (кралете), кралската столица Мбуйе, некропола на кралиците майки в Мпотса и кралския некропол Нкико-Мугамба, и други забележителности.

## Общини
Провинция Мурамвия включва пет общини, всяка ръководена от 25-членен съвет:
- община Букейе
- община Киганда
- община Мбуйе
- община Мурамвия
- община Рутегама